# Nyöversättning
En nyöversättning är en översättning av en gammal version av ett språk till en modern version av samma språk, till exempel yngre nysvenska till nusvenska.  
Nyöversättning är viktig för spridningen av bl.a. kanoniska verk men också för att bygga (inter)nationella litterära identitet. Den mest klassiska och citerad definitionen är den som Yves Gambier myntade, dvs. att "Retranslations can be interpreted as new translations, in the same language, of a text that has already been translated, in whole or in part. It is linked to the notion of updating texts, determined by the evolution of the readership, their tastes, their needs, and their skills. Retranslation works on texts that have already been introduced in the target language-culture." (Gambier 1994: 413-4, egen översättning från franska).
De viktigaste faktorer för att en text ska översättas på nytt är: 1) åldrandet av språk eller behov att modernisa en text, 2) sociala, kulturella och ideologiska faktorer och 3) Economiska och kommersiella faktorer   